# Două Scaune

„Două Scaune” în secolul al XV-lea: Şeica şi Mediaş

Două Scaune (în germană Zwei Stühle), a fost un teritoriu din Transilvania, care era compus administrativ din Scaunul Șeica și Scaunul Mediașului. Acesta a format inițial o enclavă separată, în care preoții sași au primit dreptul de a încasa trei sferturi din zeciuială în folosul lor. Acest domeniu a fost inclus în provincia Sibiului, din punct de vedere juridic și administrativ, la începutul secolului al XV-lea. Colonizarea sașilor pe acest domeniu s-a făcut anterior anului 1283, când se atestă documentar, în 1263, că satele Ocna Sibiului, Mănărade, Hașag și Nocrich aparțineau lui Jula, fiului banului Ladislau. Conform acestui document nu este atestată și prezența sașilor aici, deoarece regiunea cuprindea mai multe sate care erau în proprietate nobililor, greavilor, prepoziturii Sibiului sau chiar episcopiei Transilvaniei. Din această cauză, numeroși țărani au încercat zadarnic să obțină statutul juridic de „libertas Cibiniensis”, cu atât mai mult cu cât existau sate ce nu aparțineau jurisdicției scăunale.

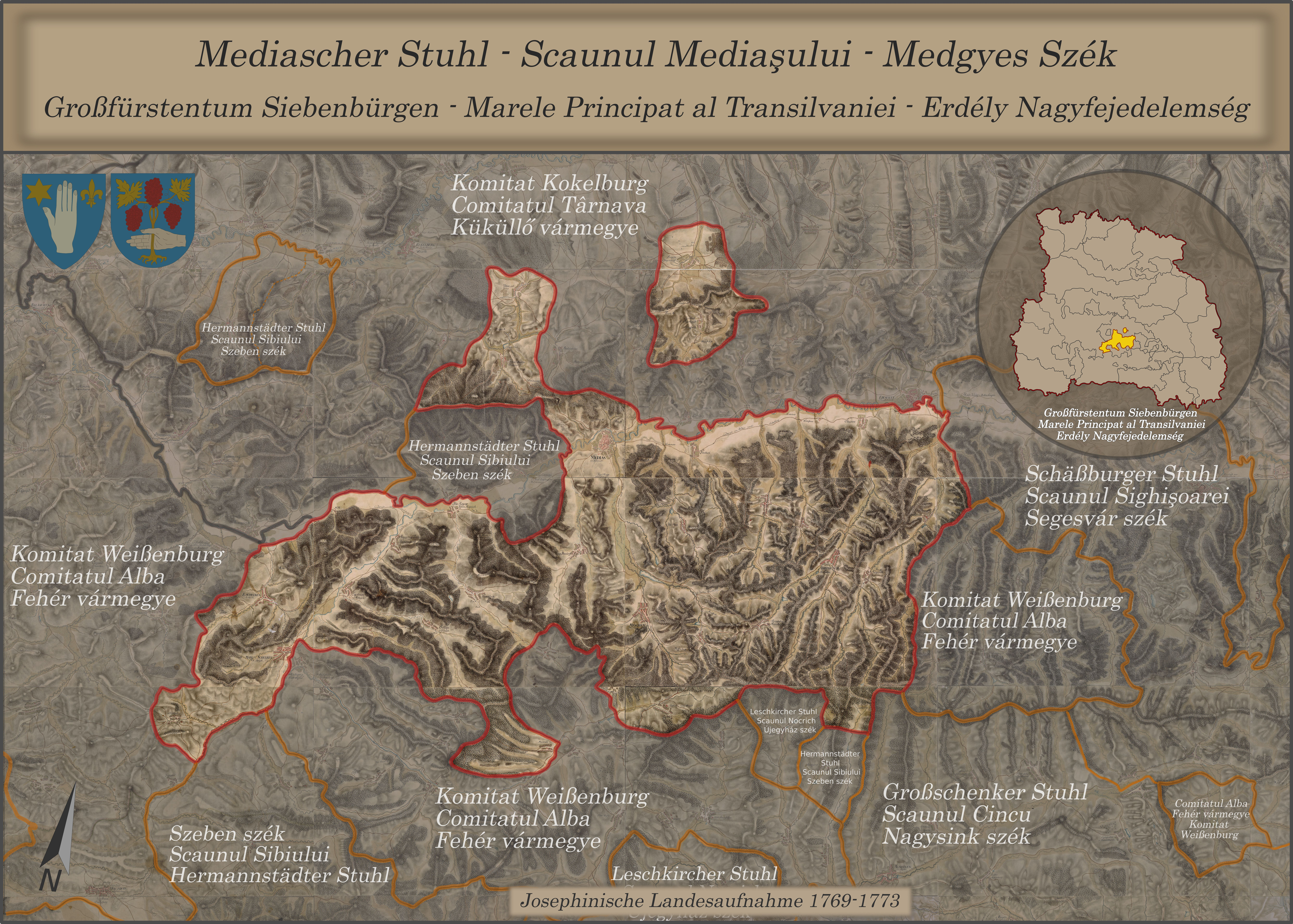
Scaunul Mediașului (anterior Două Scaune) în Harta Iosefină a Transilvaniei, 1769-73

Se poate considera că în anul 1263 colonizarea acestui teritoriu era într-un stadiu incipient sau că nu începuse. La cinci ani de la dania lui Jula, în 1268, Nicolae fiul său primește de la Ștefan I ca danie așezările Mediaș, Micăsasa, Furkeschdorf (dispărută) și Dupuș, localități care au aparținut bunicului său. Ambele danii nu specifică nimic despre populația săsească și nici despre pământul regal. Primele menționări documentare despre Mediaș se referă la capitulul Mediaș în 1283, organizare ecleziastică care aparținea de episcopia Transilvaniei, dar fără a face o referire la populația săsească. Th.Nagler crede că în ciuda lipsei menționării sașilor în aceste documente, este veridică ipoteza că organizarea ecleziastică era una săsească ținând cont de componența sa: Walter, decan de Alțâna, Johanes din Biertan, Heinrich din Richiș, Peter din Moșna, Adam din Mediaș, Siffridus din Bratei, Heinrich din Șaroș și Theoderich din Copșa Mare.

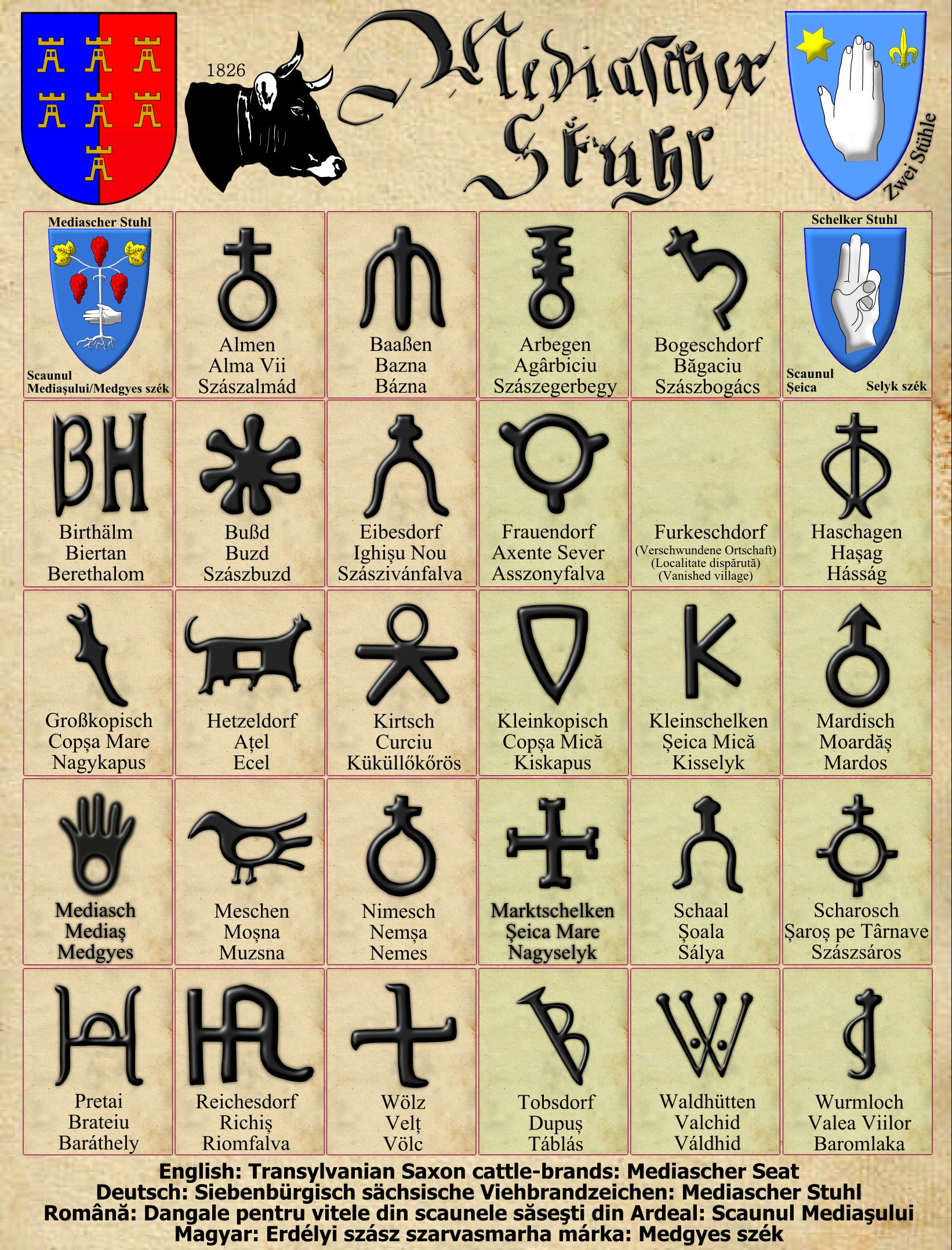
1826 - Dangalele vitelor din Scaunul Mediaşului

Situația juridică a celor Două Scaune până în anul 1315 este controversată. Astfel Georg E. Müller preia după opinia lui Th. Nägler, adlitteram, textul unui document de privilegiu din 1315 al regelui Carol Robert și consideră că, la momentul colonizării, teritoriul celor Două Scaune era pământ regal. G. D. Teutsch creditează așezarea sașilor aici în apropierea anului 1200. În 1875, din analizele lui Rudolf Theil reiese că așezarea sașilor aici s-a făcut în cu totul alte condiții și Franz Michaelis făcând o extensie a teoriei precedentului spune că regiunea celor Două Scaune era compusă de fapt din două comitate și sașii au colonizat-o în a doua jumătate a secolului al XIII-lea. Th. Nägler este de părere că extinderea spre nordul Sibiului a colonizării a început după 1224. Cert este că în anul 1322, când această regiune intrase deja sub dreptul sibian, satele din capitulul Șeica purtau numele de „întemeieri noi” (în latină novella plantatio). Apariția acestor novella plantatio se explică prin faptul că multe comunități sătești și-au răscumpărat libertatea de la proprietarii lor, ceea ce a avut ca urmare și reorganizarea Decanatelor ecleziastice Mediaș (Mediasch) și Șeica (Schelk).
Începând cu anul 1315 cele Două Scaune au aplicat dreptul sibian, fără a constitui totuși împreună cu Sibiul o singură unitate administrativă. Prin alt privilegiu, din anul 1318, regele i-a scutit de serviciul militar pe sașii din Mediaș, Șeica Mare, Șeica Mică și din așezările aparținătoare (fapt ce dovedește că acestea constituiau încă o unitate aparte), le-a fixat censul Sf. Martin la 400 de mărci de argint bun și fin și le-a recomandat să se ghideze în chestiunile de judecată după dreptul sibian. Și în acest document este vorba doar despre o preluare a dreptului sibian. Cele Două Scaune au constituit și ulterior o uniune aparte, căci privilegiul din 1318 a fost reînnoit, până în secolul al XV-lea, în mai multe rânduri.
Includerea celor Două Scaune în jurisdicția Sibiului se va face de abia în secolul al XV-lea, o dată cu toate scaunele săsești, când s-a format Universitatea Săsească, cu toate că în Evul Mediu aveau aservite un mare număr de sate locuite de sași dar care aparțineau de fapt de comitatul de Alba. Aceste sate aparțineau încă din secolul al XIII-lea unor nobili și greavi, așa cum au fost Ighișu Nou, Frâua (Axente Sever) și Vorumloc (Valea Viilor) în posesiunea familiei Apafi.